# Brie
Os chamados brie são uma importante família de queijos de pasta mole e crosta branca, originários da região de Brie, na França.

## Descrição
Fabricados com leite de vaca, o brie tradicional apresenta-se no formato de um cilindro com 35 centímetros de diâmetro por 35 milímetros de altura e com um peso que varia de 2 a 2,5 quilogramas. A sua crosta é branca e macia, formada pelo fungo Penicillium camemberti.

## Degustação
De sabor delicado, considera-se em boas condições se estiver mole, mas sem escorrer. O seu sabor e textura se modificam de acordo com a sua maturação: os sabores mais suaves e as texturas mais macias são encontrados em peças com até trinta dias de maturação; para um sabor mais apurado e uma textura cremosa, são indicadas peças com mais de trinta dias.
Para melhor ser degustado, o brie deve ser retirado da refrigeração 30 minutos antes de ser servido e deixado de molho no leite por 90 minutos, maturando seu revestimento e dando um toque suave ao paladar. Ou gratinado ao forno e servido acompanhado de frutas, castanhas e pães. O acompanhamento sugerido é um bom vinho tinto.

## Influência
O queijo camembert é um derivado do brie.